# Stigmella gutlebiella
Stigmella gutlebiella là một loài bướm đêm thuộc họ Nepticulidae. Nó được miêu tả bởi Laštuvka và Huemer năm 2002. Nó được tìm thấy ở Golestan in Iran.